# Мхитарян, Сурен Григорьевич
Сурен Григорьевич Мхитарян — советский хозяйственный, государственный и политический деятель.

## Биография
Родился в 1909 году в Шуше. Член КПСС.
С 1929 года — на хозяйственной, общественной и политической работе. В 1929—1946 гг. — мастер, прораб, начальник монтажного
участка, заместитель главного инженера по монтажу на строительстве ТЭЦ-11 Мосэнерго, участник монтажа электрооборудование канала Москва—Волга, комиссар батальона Пролетарского района Москвы на строительстве оборонительных сооружений на Волоколамском и Можайском направлениях, начальник сектора инспекции при наркоме, начальник отдела экспертизы проектов и смет, начальник управления Главэнергопроект, начальником Управления капитального строительства, начальник Управления руководящих и рабочих кадров, директором института «Промэнергопроект», начальник Главного планово-экономического управления Министерства электростанций СССР, главный редактор журнала «Электрические станции».
Умер в Москве после 1985 года.